# Zirkusmusik
Zirkusmusik (oder Circusmusik) ist Musik, die im Zirkus vor allem während der artistischen Darbietungen gespielt wird. Zirkusmusik stammt von der Musik der Jahrmarktsattraktionen und der populären Theatermusik des 18./19. Jahrhunderts her. Sie ist hauptsächlich Instrumentalmusik. Chöre und Gesänge existieren darin höchstens als Einlagen.
Zirkusmusik bestand und besteht zumeist aus einer losen Aneinanderreihung gestoppter Nummern, was sich in der Praxis immer wieder bewährt hat. Ein Gegenkonzept dazu sind die durchkomponierten musikalischen Programme des Cirque du Soleil.
Zirkusnummern wie Jonglage, Trapez oder Musik-Clowns verlangen große Geistesgegenwart von den begleitenden Musikern. Die musikalische Begleitung der Hohen Schule erfordert Kenntnisse der Pferdedressur. Zu anderen Darbietungen wie Zauberkunst kann die Begleitmusik oft relativ unabhängig spielen.

## Funktionen
Eine systematische Ordnung der Funktionen der Zirkusmusik wurde erstmals von Rüdiger Becker (2008) erstellt. Er unterteilt diese in atmosphärische, syntaktische, dramaturgische, autonome und mediale Funktionen. Zu den allgemeineren atmosphärischen Funktionen gehören u. a. die Einstimmung auf die Vorstellung, das Erzeugen von Gruppengefühl sowie die Intensivierung des Erlebnisses und damit die Erzeugung typischer Zirkusatmosphäre. Spezifisch kann auch eine situationsbezogene Atmosphäre geschaffen werden, z. B. durch Integration von Ort-, Raum- und Zeitbezügen oder durch psychologische und physiologische Konditionierung des Publikums. Die syntaktischen Funktionen beziehen sich im Wesentlichen auf die Kennzeichnung formaler Strukturen der Zirkusvorstellung sowie die Konstituierung von Formelementen des Programmablaufs und einzelner Nummern. Das Spektrum dramaturgischer Funktionen ist sehr weit gefasst. Hierzu gehören bei der Begleitung und Unterstützung artistischer Darbietungen z. B. deskriptive, illustrierende, kommentierende, stilisierende und akzentuierende Elemente. Im Unterschied zu den vorgenannten Funktionen kann Zirkusmusik auch autonom in Erscheinung treten, insbesondere sind hierunter typische musikalisch-artistische Genres zu fassen, wie beispielsweise Musikalclowns oder Musikalakrobaten. Mediale Funktionen übernahm die Zirkusmusik früherer Zeiten bei der Gestaltung von Zirkusparaden oder eigenen Konzerten der Zirkusorchester, heute wird diese Funktion weitgehend durch die Produktion von Tonträgern erfüllt.

## Geschichte

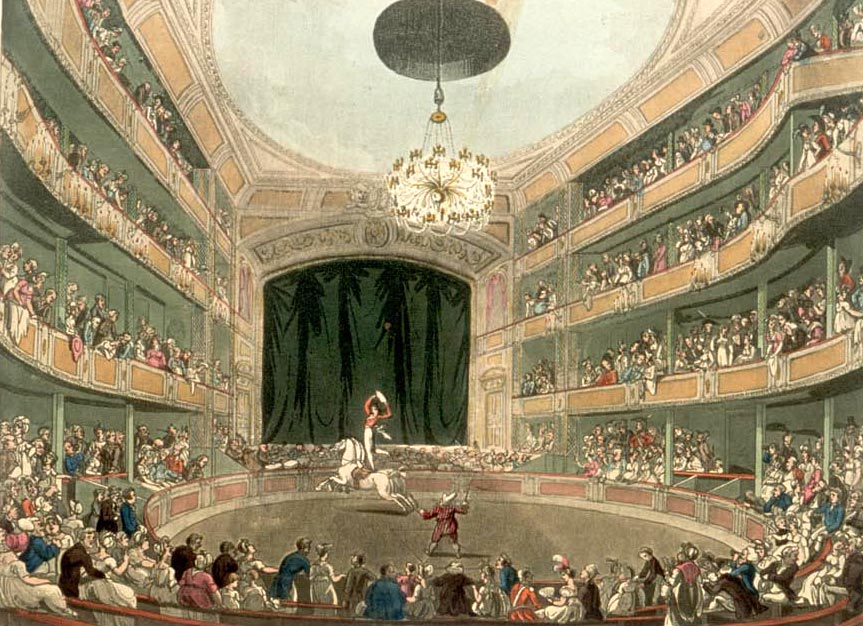
Philip Astleys Amphitheater zu Beginn des 19. Jahrhunderts: Im Hintergrund spielt ein ansehnliches Orchester.

Musik und Artistik haben eine Jahrtausende alte gemeinsame Tradition. Bereits in der Antike wurden artistische Darbietungen mit begleitender Musik gekoppelt.  Auch auf den zahlreichen Jahrmärkten des Mittelalters, wo unzählige Gaukler und Spielleute ihr Treiben veranstalteten, war die Begleitmusik ein selbstverständlicher Bestandteil der Vorführungen. Schon lange vor der Gründung erster neuzeitlicher Circusunternehmen konnte man dort nahezu alle artistischen Genres bestaunen, die später für den Zirkus stilprägend wurden. Zu dieser Zeit gab es allerdings noch keine Trennung von artistischem und musikalischem Personal. Vielmehr beherrschten die Spielleute und Gaukler neben ihren artistischen Fähigkeiten zumeist nebenher noch mehrere Musikinstrumente und fungierten daher nicht nur als Artisten, sondern auch als musikalische Begleiter ihrer Darbietungen.
Die enge Verbindung von Artistik und Musik blieb auch in der Neuzeit bestehen, als sich um 1770 in Europa erste Gesellschaften gründeten, die nach unserem heutigen Verständnis als Zirkusunternehmen zu bezeichnen sind. Bereits in den Vorstellungen der englischen Kunstreiter, die als Vorläufer und Begründer des neuzeitlichen Circuswesens gelten, wurden die Darbietungen musikalisch angekündigt und begleitet. Die musikalische Begleitung war damals allerdings noch recht primitiv und die Besetzungen zunächst noch sehr klein. Beispielsweise wurden die ersten Vorführungen des Zirkuspioniers Philip Astley in London musikalisch lediglich von einer großen Trommel sowie ein bis zwei Querpfeifen unterstützt. Doch schon bald entstanden, einhergehend mit der rasant fortschreitenden Entwicklung und Verbreitung des Zirkuswesens in Europa, erste größere Formationen, die die Bezeichnung Zirkusorchester rechtfertigen. So spielte bereits um 1784 im „Royal Grove“ bei Astley in London eine aus ca. zehn Musikern bestehende gemischte Streicher- und Bläserbesetzung.
Ab dem ersten Drittel des 19. Jahrhunderts gewannen die Zirkusorchester immer mehr an Bedeutung.
So spielte zum Beispiel im Zirkus Renz, der ab der zweiten Hälfte des 19. Jahrhunderts die führende Rolle im deutschen Zirkuswesen übernahm, bereits 1850 ein 18 Mann starkes eigenes Orchester unter dem Kapellmeister August Cahnbley. Für das Renommee der großen Circusse gewann die Beschäftigung eigener und qualitativ hochwertiger Orchester immer mehr an Bedeutung.
Die Hochphase des Zirkus im ersten Drittel des zwanzigsten Jahrhunderts, die zugleich auch die Blütezeit der Zirkusorchester war, brachte einen deutlichen Wandel in der Bewertung der Zirkusmusik. Bereits Mitte der 30er Jahre trug man bezüglich des Instrumentariums und der Besetzung der Zirkusorchester den neuen Trends in der Unterhaltungsmusik Rechnung. Die fortschreitende technische Entwicklung der Unterhaltungselektronik kostete zahlreiche Musiker ihren Arbeitsplatz. Nach dem Zweiten Weltkrieg flossen Elemente des Jazz stärker in die Zirkusmusik ein. Es existierten sehr bald kaum noch reine Blaskapellen, sondern jetzt gaben modernere Formationen den Ton an, und ab Mitte der 50er Jahre glichen die Besetzungen immer mehr einer Mischung aus Tanzcombo und Big-Band.
Mit dem allgemeinen Rückgang des Zirkuswesens in den 50er und 60er Jahren verlor auch die Musik ihren zwischenzeitlich hohen Rang. Seit den 60er Jahren eroberten zunehmend Orchester aus den Ostblockländern, insbesondere aus Polen, die deutsche und europäische Zirkusmusikszene. Die weiteren Verkleinerungen der Circusorchester in den Folgejahren führten dazu, dass diese nach und nach eher Combocharakter annahmen. Als gängige Besetzungsvariante bildeten sich Formationen mit 3–4 Bläsern und Rhythmusgruppe heraus.
Mit der Neugründung des Circus Williams-Althoff durch Franz Althoff jun. im Jahr 1977 verzichtete erstmals ein deutscher Großzirkus komplett auf ein Orchester, indem er sämtliche Musikbegleitung per Tonband zufügte. Viele andere Unternehmen folgten diesem Beispiel, so dass die Zirkusorchester zu Beginn der 80er Jahre vom Aussterben bedroht waren. Den Umkehrtrend zurück zum traditionellen Zirkusorchester leitete der Circus Roncalli ein, der in seinem Konzept die Live-Musik wieder zum Prinzip erhob und aufgrund seines großen Erfolges mit dieser Anschauung zwangsläufig Nachahmer fand.
Einen völlig neuen Trend in der Circusmusik setzt in Europa seit einigen Jahren mit großem Erfolg das Orchester des aus Kanada stammenden Cirque du Soleil. In der Gesamtkonzeption der Inszenierungen des Cirque du Soleil stehen musikalisch-akustische Elemente fast gleichberechtigt neben visuellen. Für jede einzelne der Produktionen wird eigens eine komplett auf die artistischen Inhalte und das Gesamtkonzept abgestimmte Musik komponiert.
Als sich gegen Ende des 19. Jahrhunderts die Militärkapellen vergrößerten und vermehrten, zogen die Blechblasinstrumente zunehmend ins Zirkusorchester ein. Ein Umbruch war die Erfindung der Zirkuszelte gegen 1900, wodurch sich die Akustik im Zirkus stark veränderte und erhöhte Anforderungen an die räumliche Mobilität des Zirkuspersonals gestellt wurden. Dadurch fielen die chorisch spielenden Streichergruppen in den Zirkusorchestern weg.
Ein großer Teil der Zirkusmusiker stammte um 1900 aus Böhmen und aus der Pfalz (siehe Westpfälzer Wandermusikantentum), wo sich handwerksähnliche Traditionen herausgebildet hatten. Heute kommen die meisten Zirkusmusiker aus Polen.
Die Emanzipation der Jazzbands vom Blasorchester seit dem Zweiten Weltkrieg brachte eine stilistische Neuorientierung und Verkleinerung der Zirkusorchester. Die Opernmelodien alten Stils wichen neuen, vor allem südamerikanischen Tanzformen. Seither besteht ein Zirkusorchester im Kern aus einer Bläser-Combo (Saxophone, Trompeten, Posaunen) mit Rhythmusgruppe. Dass jeder Musikstil für diese Besetzung arrangiert wird, macht die Eigenart der Zirkusmusik aus.
Um 1980 herum schien es so, also würden die Zirkusorchester zunehmend durch Musikelektronik und Playback ersetzt. Als Gegenbewegung versuchten Unternehmen wie Circus Roncalli, das Niveau der Musik zu heben. Heute haben die meisten größeren Zirkusse wieder Kapellen.

## Repertoire
Ein bleibendes Repertoire an Zirkusmusik gibt es eigentlich nicht, da im Zirkus stets die modische Musik der Gegenwart gespielt wurde. Einen großen Anteil hat die populäre Tanzmusik, von Walzer und Marsch über Tango und Samba bis zum Hip-Hop. Bekannte Melodien, früher aus Opern und Operetten, heute eher aus Filmen, dienen als Erkennungszeichen.
Allerdings sind einige Musikstücke dauerhaft mit der Erinnerung an Zirkus verbunden, zum Beispiel der meist parodistisch gebrauchte Marsch Einzug der Gladiatoren von Julius Fučík, Souvenir du Cirque Renz („Zirkus-Renz-Galopp“) von Gustav Peter, Aquarela do Brasil („Aquarell von Brasilien“) von Ary Barroso oder der Säbeltanz aus dem Ballett Gayaneh von Aram Chatschaturjan.
Die meisten Zirkuskapellmeister (wie Adolf Taubert, Hans Franke,  Reto Parolari oder Georg Pommer) haben Musik für ihren eigenen Gebrauch komponiert, die sich zusammen mit den Nummern, zu denen sie gehörte, in Artistenfamilien „weitervererbte“ oder ins Archiv anderer Kapellmeister gelangte.
Als relativ neuer Dauerbrenner in der Zirkusmusik hat sich die von Rolf-Hans Müller komponierte Titelmelodie der Fernsehserie Salto Mortale (1969–1972) etabliert.

## Zirkusmusik in anderen Medien
Der Komponist Nino Rota übertrug seit den 1950er Jahren klangliche Strukturen der Zirkusmusik auf die Filmmusik, vor allem für die Filme von Federico Fellini.
1967 erschien auf dem Album Sgt. Pepper’s Lonely Hearts Club Band von den Beatles der von John Lennon komponierte Song Being for the Benefit of Mr. Kite!, eine Hommage an die Zirkusmusik.
Die Dark Cabaret Band Tiger Lillies hat viele Einflüsse aus der Zirkusmusik. Einige Titel der Band befassen sich auch textlich mit dem Thema Zirkus und Freakshow.